# Stenellipsis humerata
Stenellipsis humerata là một loài bọ cánh cứng trong họ Cerambycidae.